# Claudio Zuccolini

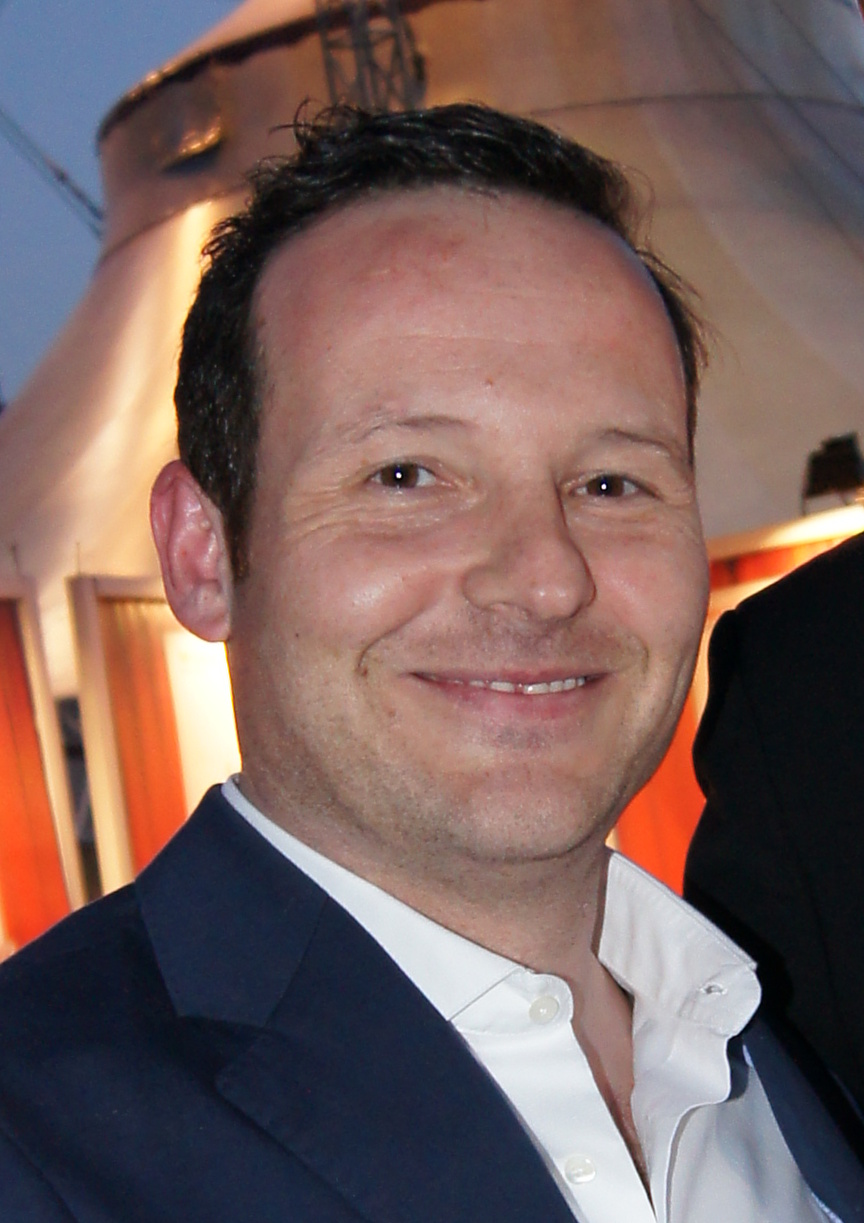
Claudio Zuccolini (2012)

Claudio Zuccolini (* 3. September 1970 im Kanton Graubünden) ist ein Schweizer Moderator und Stand-up-Comedian.

## Leben
1994 stieg er als Moderator bei Bündner Lokalradios in die Medienunterhaltung ein. Als Moderator, Redakteur und VJ bei Tele24 und dem Schweizer Fernsehen erlangte er zwischen 1998 und 2003 überregionale Bekanntheit. Danach wechselte er als Redakteur zur Schweizer Illustrierten und dem Magazin People auf Sat.1 Schweiz. Seit 2005 nimmt er als Stand-up-Comedian u. a. sein «Ex-Promi»-Dasein auf die Schippe. Er war auch in Genial daneben auf SRF zwei zu sehen und ist als People-Kolumnist von Radio SRF 3 zu hören. Darüber hinaus hatte Zuccolini 2010 einen Auftritt am Arosa Humor-Festival. 2011 moderierte Zuccolini drei Sendungen von Wer wird Millionär? auf 3+. 2020 erhielt er den Swiss Comedy Award. Im Dezember 2020 erreichte er als Bernhardiner bei The Masked Singer Switzerland den 4. Platz.
Mit Ehefrau Alexandra hat er zwei Töchter. Die Bündner MPA (früher Arztgehilfin genannt) lernte Zuccolini Ende der 1980er-Jahre im Internat kennen und ist seit 1995 mit ihr liiert. Die beiden heirateten am 9. September 1999 (9. 9. 99), wie Zuccolini in seiner Fernsehshow Wie tickt die Schweiz? verriet.

## Bühnenshows

### Soloprogramme
- 2004: DER EX-PROMI
- 2007: ZUCCO'S KAFFEEFAHRT
- 2010: DAS ERFOLGSPROGRAMM
- 2015: iFACH ZUCCO
- 2017: WARUM
- 2020: DARUM
- 2023: DER AUFREGER

## Fernsehshows
- 2024: Wie tickt die Schweiz? im SRF 1